# Blossia echinata
Espèce
Blossia echinata est une espèce de solifuges de la famille des Daesiidae.

## Distribution
Cette espèce est endémique d'Afrique du Sud.

## Description
Le mâle holotype mesure 10 mm et la femelle 13,25 mm.

## Publication originale
- Purcell, 1903 : New Arachnida collected by Mr. S. C. Cronwright Schreiner at Hanover, Cape Colony. Annals of the South African Museum, vol. 3, p. 13-40 (texte intégral).